# دانة العلمي
دانة العلمي هي سيدة أعمال سعودية ومصممة مجوهرات ومزيدة بارزة، تُعد أول امرأة في المملكة تمتلك مصنعًا للذهب والمجوهرات، كما يقود عملها في مجال مجوهرات الماس المزروعة.

اتفاق تعاون بين دانة العلمي والشركة الهندية Green Lab

## التعليم والبداية المهنية
تحمل دانة العلمي درجة البكالوريوس في علوم الحاسب من جامعة الملك سعود بمدينة الرياض عام 2001 م، وعملت لأربع سنوات في وزارة العمل والتنمية الاجتماعية السعودية، قبل أن تنتقل إلى عالم ريادة الأعمال في مجال المجوهرات عام 2006م.

## المسيرة المهنية والإنجازات الدولية
بدأت العلمي مسيرتها بإنشاء مصنع صغير للمجوهرات، لتصبح في ما بعد من أبرز سيدات الأعمال السعوديات في هذا المجال.
تقوم مجموعتها بالمشاركة المنتظمة في معارض دولية مرموقة مثل:
- GEM Geneva Show Hong Kong
- International GEM & Pearl
- International Jewelry TOKYO
- Basel World

في نوفمبر 2015، نظمت "دانة العلمي للمزادات" مزادًا حصريًا برعاية هيئة دبي للسياحة وبرج العرب في دبي، عرضت فيه 130 قطعة مجوهرات فريدة وحققت مبيعات تجاوزت 100 مليون دولار في يومين.

## التقديرات والتصنيفات على الصعيدين الإقليمي والدولي
اختارتها مجلة Forbes Middle East ضمن قائمتها "Women Behind Middle Eastern Brands"، حيث احتلت المرتبة 29 على مستوى الشرق الأوسط، ثم تقدّمت إلى المرتبة 24، كما حازت في المملكة على المرتبة 5 في قائمة أنجح سيدات الأعمال السعودية.

## العضويات والأنشطة المؤسسية
تشغل دانة العلمي عضويةٍ فعّالة في لجان بارزة منها:
- لجنة تجارة المعادن الثمينة والأحجار الكريمة بغرفة جدة
- اللجنة الوطنية للمعادن الثمينة في مجلس الغرف السعودية.

## الابتكار والتطلعات المستقبلية
في أكتوبر 2023، أعلنت شراكة استراتيجية تُقدّر قيمتها بـ 120 مليون دولار مع شركة Green lab Diamonds الهندية لإنتاج الماس المصنع مختبرياً (Lab-Grown Diamonds) في السعودية، على خشبة مؤتمر مستقبل الاستثمار (FII). يمثل هذا التعاون أول مشروع من نوعه في المملكة، ويُعدّ خطوة نحو دمج التكنولوجيا الحديثة ضمن صناعة المجوهرات، وتوفير بدائل مستدامة بيئيًا وصناعيًا.

اتفاق تعاون بين دانة العلمي والشركة الهندية Green Lab

## الرؤية والتأثير
تؤكد العلمي على أهمية دور المرأة السعودية في القطاعات غير التقليدية، ورؤية 2030 التي تدعم التحول الوطني نحو التنوع الاقتصادي. تبرز من خلال أعمالها نموذجًا للنجاح والتمكين، وتلهم الجيل الجديد من رائدات الأعمال في المملكة.

## وصلات خارجية
- موقع «Glow by Dana Al Alami» الرسمي